# Борув (гміна Ленчиця)
Борув (пол. Borów) — село в Польщі, у гміні Ленчиця Ленчицького повіту Лодзинського воєводства.
Населення — 190 осіб (2011).
У 1975-1998 роках село належало до Плоцького воєводства.

## Демографія
Демографічна структура станом на 31 березня 2011 року:
|          | Загалом | Допрацездатний вік | Працездатний вік | Постпрацездатний вік |
| -------- | ------- | ------------------ | ---------------- | -------------------- |
| Чоловіки | 94      | 26                 | 55               | 13                   |
| Жінки    | 96      | 19                 | 49               | 28                   |
| Разом    | 190     | 45                 | 104              | 41                   |